# Tempo anima
Tempo anima è il primo album in studio del rapper italiano Shiva, pubblicato nel 2017 dalla Honiro Label.

## Tracce
1. Ai fantasmi – 4:53
2. Buio – 3:18
3. Inspiria (feat. Cranio Randagio & Parix) – 4:42
4. Corvi – 3:00
5. Ragnatele (feat. Mostro) – 3:21
6. Piccolo principe – 3:17
7. Misery deve morire – 2:48
8. Verso orizzonti (feat. Sercho) – 4:34
9. Luna blu – 2:52
10. Anima – 3:50